# Esperanza (Sultan Kudarat)
Esperanza is een gemeente in de Filipijnse provincie Sultan Kudarat op het eiland Mindanao. Bij de laatste census in 2007 had de gemeente bijna 53 duizend inwoners.

## Geografie

### Bestuurlijke indeling
Esperanza is onderverdeeld in de volgende 19 barangays:
| - Ala - Daladap - Dukay - Guiamalia - Ilian - Kangkong - Laguinding - Magsaysay - Margues - New Panay | - Numo - Paitan - Pamantingan - Poblacion - Sagasa - Salabaca - Saliao - Salumping - Villamor |

## Demografie
Esperanza had bij de census van 2007 een inwoneraantal van 52.731 mensen. Dit zijn 5.153 mensen (10,8%) meer dan bij de vorige census van 2000. De gemiddelde jaarlijkse groei komt daarmee uit op 1,43%, hetgeen lager is dan het landelijk jaarlijks gemiddelde over deze periode (2,04%). Vergeleken met de census van 1995 is het aantal mensen met 9.357 (21,6%) toegenomen.

De bevolkingsdichtheid van Esperanza was ten tijde van de laatste census, met 52.731 inwoners op 324,29 km², 133,8 mensen per km².